# Diego Orellana
Diego Felipe Andrés Orellana Medina (San Vicente, Chile, 16 de mayo de 1993) es un futbolista chileno que juega de volante actualmente en Deportes Iquique de la Primera División de Chile.

## Trayectoria

### Everton
En el 2009, es ascendido al primer equipo por Nelson Acosta y al siguiente año con tan solo 16 años de edad hace su debut en profesionalismo,a fines del año 2010 es pretendido por Cobreloa, club que en ese momento era dirigido por Nelson Acosta, en el 2011 tiene un paso por el todopoderoso Palmeiras de Brasil en el cual el club dueño de su pase Everton de Viña del Mar no lo cede al Club Carioca. El 2013 es contactado de Forma exclusiva por el técnico Gerardo Silva para sumarse a las filas de Deportes Puerto Montt, equipo con el cual lucharía el ascenso y en donde Orellana se convierte en pieza clave en el esquema de Gerardo Silva. En el 2014 retorna Viña del Mar pese a tener opciones de partir a equipos de la primera B de Chile y de la segunda división profesional Orellana opta por quedarse en Everton y ser parte del equipo que luchara por el ascenso a primera división.
En 2016 logra consolidarse como titular bajo el mandato de Héctor Tapia, tras una gran campaña el equipo retorna a Primera División. En 2020 es incorporado como jugador al Club Deportes Iquique.
Francisco Ampuero Azua fue su mentor en las juveniles de Católica.

## Clubes
| Club                          | País  | Año       |
| ----------------------------- | ----- | --------- |
| Everton de Viña del Mar       | Chile | 2009-2013 |
| Deportes Puerto Montt         | Chile | 2013-2014 |
| Everton de Viña del Mar       | Chile | 2014-2017 |
| Unión La Calera (cedido)      | Chile | 2017      |
| Everton de Viña del Mar       | Chile | 2018-2019 |
| Deportes Iquique              | Chile | 2020-act. |
| Deportes Antofagasta (cedido) | Chile | 2021-2022 |

## Títulos

### Títulos nacionales
| Título    | Equipo          | País  | Año             |
| --------- | --------------- | ----- | --------------- |
| Primera B | Unión La Calera | Chile | Transición 2017 |